# Markko Märtin
Markko Märtin (* 10. November 1975 in Tartu) ist ein ehemaliger estnischer Rallyefahrer und fuhr zuletzt in der Saison 2005 für Peugeot in der Rallye-Weltmeisterschaft. Zurzeit lebt er in Monaco.

## Karriere
Märtin fuhr seit der Finnland-Rallye 1997 in der Rallye-WM. Damals startete er in einem privat eingesetzten Toyota. 2001 wurde er dann Stammfahrer beim Subaru-Werksteam. Ein Jahr später wurde Märtin von Ford verpflichtet und gewann 2003 seine ersten beiden WM-Läufe in Griechenland und Finnland.
2004 erreichte er zum Ende der Saison den dritten Gesamtplatz in der Weltmeisterschaft und wechselte für die Saison 2005 ins Team von Peugeot.
Am 18. September 2005 prallte Märtin am letzten Tag der Wales Rallye gegen einen Baum. Sein Beifahrer Michael Park trug dabei schwere Verletzungen davon und starb noch an der Unfallstelle. Märtin selbst blieb dabei unverletzt, beendete aber seine Teilnahme an der Saison 2005. Am 25. November 2005 starb auch sein langjähriger Freund und Kollege Richard Burns an den Folgen eines Hirntumors.
Ab der Saison 2006 war Märtin nicht mehr in der Rallye-Weltmeisterschaft vertreten. Er startete stattdessen für Honda in der dänischen Tourenwagenserie, beendete jedoch diesen Einsatz frühzeitig. Ende 2007 gab Märtin mit dem Gewinn des Bettega-Memorial-Rallysprints in Italien sein Rallye-Comeback in einem Subaru Impreza WRC 2007. Anfangs 2008 wurde er vom Subaru World Rally Team als offizieller Testfahrer verpflichtet. Markko Märtin ist Besitzer von MM-Motorsport. In der Saison 2011 fährt der von Märtin protegierte Este Ott Tänak in der Rallye-Weltmeisterschaft für das MM-Motorsport-Team.

## Einsätze in der Rallye-WM
- 1997: 1 Einsatz im privaten Toyota Corolla WRC
- 1998: 4 Einsätze im privaten Toyota Corolla WRC
- 1999: 6 Einsätze im privaten Toyota Corolla WRC und Ford Focus WRC
- 2000: 9 Einsätze, zum Teil im Werksteam von Subaru, zum Teil im privaten Toyota Corolla WRC
- 2001: 9 Einsätze im Werks Subaru Impreza WRC, WM-Platz 19
- 2002: 14 Einsätze im Werks Ford Focus WRC, WM-Platz 9
- 2003: 14 Einsätze im Werks Ford Focus WRC, 2 Siege, WM-Platz 5
- 2004: 16 Einsätze im Werks Ford Focus WRC, 3 Siege, WM-Platz 3
- 2005: 12 Einsätze im Werks Peugeot 307 CC WRC, WM-Platz 5

## Auszeichnungen
- 2000 und 2003 wurden Märtin und sein Beifahrer Michael Park zur Mannschaft des Jahres in Estland gewählt